# Annowo (gmina Gąsawa)
Annowo – wieś w Polsce położona w województwie kujawsko-pomorskim, w powiecie żnińskim, w gminie Gąsawa. 1973-1976 w gminie Żnin.

## Demografia
W latach 1975–1998 miejscowość należała administracyjnie do województwa bydgoskiego. Według Narodowego Spisu Powszechnego (III 2011 r.) liczyła 144 mieszkańców. Jest jedenastą co do wielkości miejscowością gminy Gąsawa.